# Hemlagad

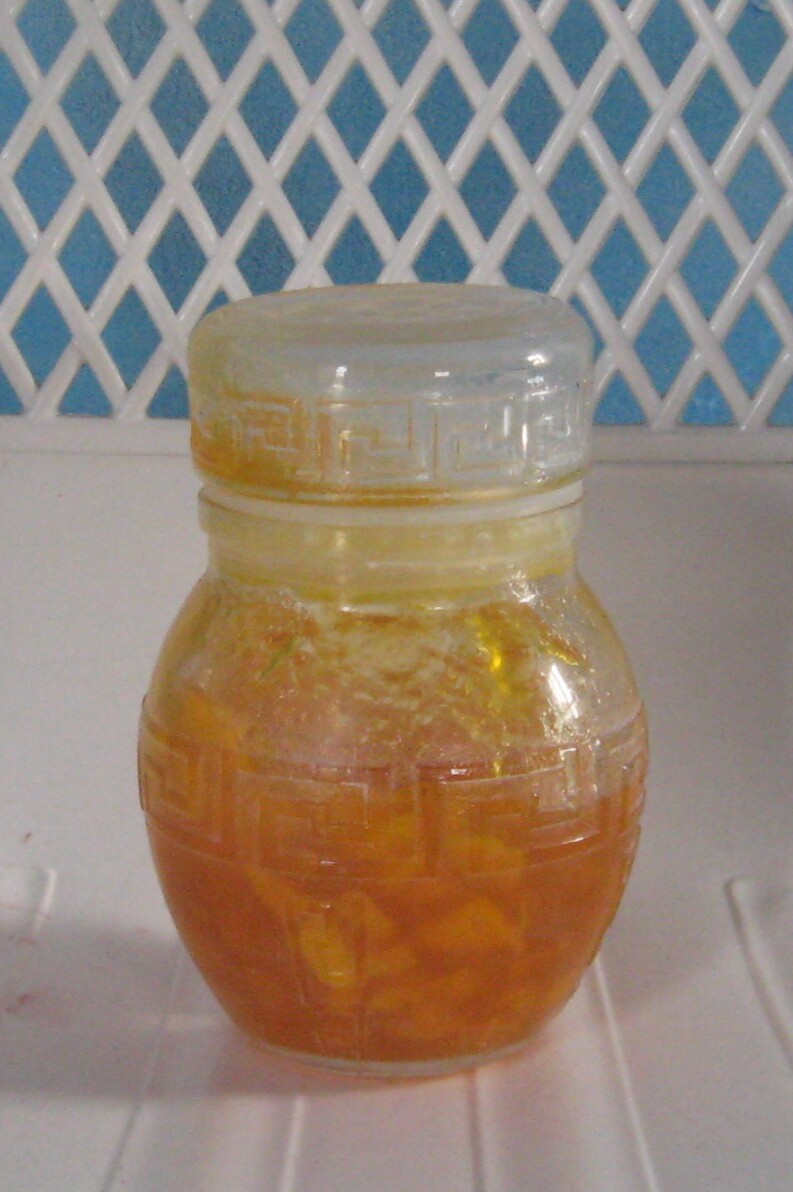
Hemlagad papayasylt i Senegal.

Hemlagad är den föda som är tillverkad i hemmet. Begreppet omfattar såväl maträtter som dessert, sylt, saft och andra drycker. Den ska i sin helhet vara tillredd av råvaror. Motsatsen till hemlagad mat är exempelvis färdigmat och snabbmat.